# Lamborghini Centenario
La Lamborghini Centenario è un'esclusiva autovettura sportiva fuoriserie prodotta dalla casa automobilistica italiana Lamborghini dal 2016 al 2017 in serie limitata di 40 esemplari.

## Profilo

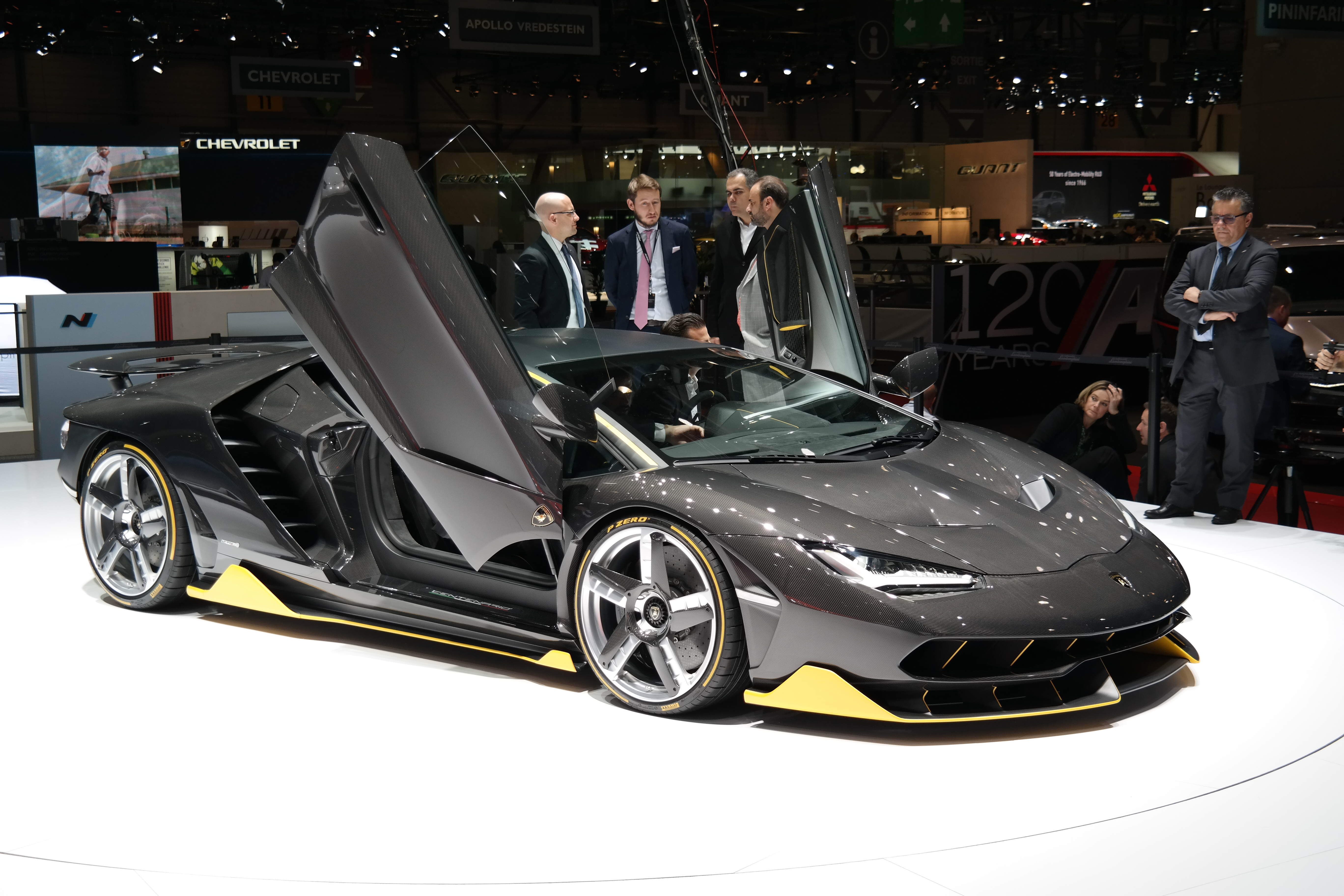
Una Lamborghini Centenario con le portiere aperte

Per ricordare i 100 anni dalla nascita di Ferruccio Lamborghini, la casa di Sant'Agata ha realizzato una sportiva in edizione limitata costruita sulla base dell'Aventador, la Lamborghini Centenario LP 770-4. Sono stati prodotti 40 esemplari (20 coupé e 20 roadster), già tutti venduti.
Contrariamente al resto delle autovetture della Lamborghini, il design della Centenario è stato progettato con linee più morbide per essere "non così estrema e spigolosa" rispetto alle altre realizzazioni della casa bolognese, che sono caratterizzate da un design più aggressivo e squadrato a "forma di cuneo".
La potenza, che viene da una versione modificata del 6,5 litri V12 dell'Aventador, è stata incrementata e produce 770 CV. La vettura, che costa poco meno di 2.200.000 €, è stata presentata nel marzo del 2016 al salone di Ginevra.

## Design
La Centenario si basa sull'Aventador, pur essendo più lunga di quest'ultima. Le grandi prese d'aria presenti sul corto cofano anteriore hanno la funzione di aggiungere carico aerodinamico sull'asse anteriore. Fari, paraurti e passaruota hanno anch'esse delle prese d'aria, che forniscono e fanno confluire i flussi d'aria ai radiatori posteriori per migliorare il raffreddamento del propulsore. Il corpo e il telaio monoscocca sono realizzati in fibra di carbonio.
Le minigonne, lo splitter anteriore, i passaruota e il diffusore posteriore hanno tutti delle funzionalità aerodinamiche e sono dipinti in un color carbonio opaco con tocchi di vernice gialla. In totale il peso della vettura è di 1.520 kg, circa 55 kg in meno rispetto all'Aventador da cui deriva.

## Tecnica e meccanica
La Lamborghini Centenario è alimentata dal motore Lamborghini L539, un V12 a 60° da 6,5 litri con un peso di 235 kg, che produce 770 CV/566 kW a 8.250 giri al minuto e 690 Nm di coppia a 5.500 giri. Il rapporto peso/potenza è di 1.97 kg/CV, cioè 515 CV per tonnellata, che fanno sì che il tempo di accelerazione nello 0-100 km/h sia di 2,8 secondi, nello 0–200 km/h di 8,6 secondi, nello 0–300 km/h di 23,5 secondi e che la velocità massima sia di 350 km/h, uguale a quella dell'Aventador. Il cambio è un automatico ISR a 7 velocità e la trazione è integrale permanente con giunto Haldex come sulle altre sportive della casa emiliana. Gli pneumatici anteriori misurano 255/30 ZR20, mentre quelli posteriori misurano 355/25 ZR20.